# Mercedes-Benz Atego
Atego ist eine LKW-Baureihe der Marke Mercedes-Benz der Daimler Truck AG. Mercedes-intern wurde die erste Generation des Atego auch als Baureihe LKN (Leichte Klasse neu) bezeichnet. Die zweite Atego-Generation startete 2013.

## Premiere 1998

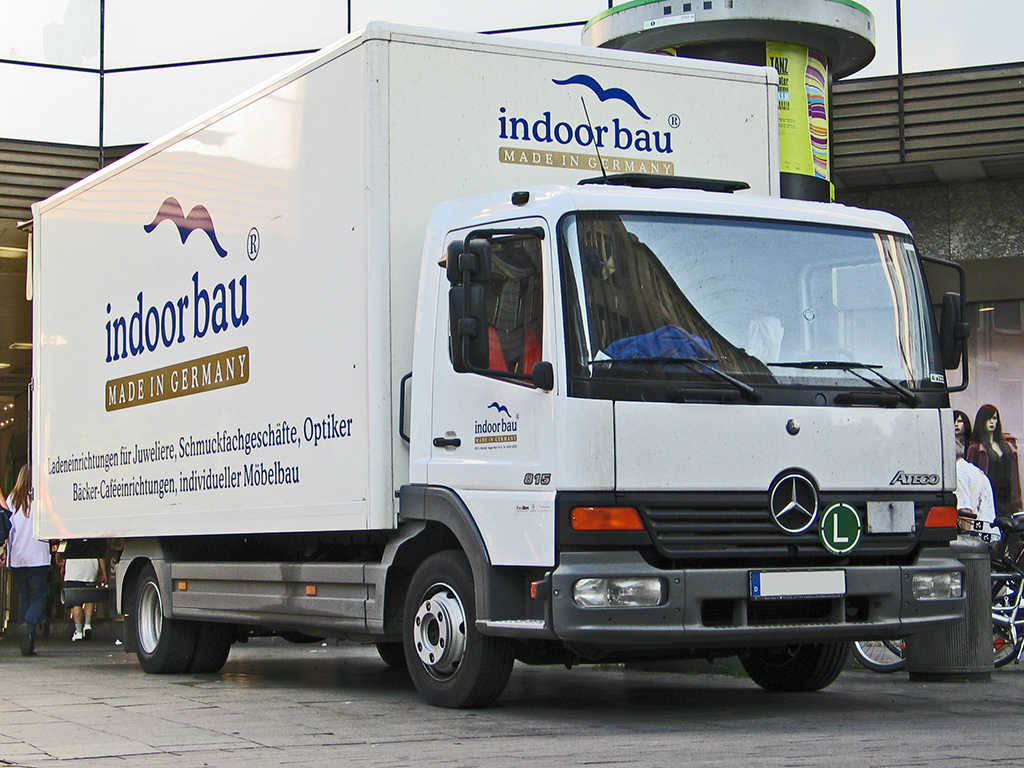
Atego 815 mit Kofferaufbau

Nach insgesamt 14 Jahren Bauzeit wurde 1998 die Baureihe LK vom Atego abgelöst. Zunächst gab es die neue kleine Lkw-Baureihe mit dem Reihenvierzylinder-Dieselmotor OM 904 LA (4,25 Liter Hubraum) und dem Reihensechszylinder OM 906 LA (6,37 Liter Hubraum), die 90–205 kW (122–279 PS) leisten sowie 470–1.100 Nm abgeben konnten. Gleich zu Beginn bot Daimler den Atego mit vier verschiedenen Fahrerhäusern (S, S verlängert, L (1 Liege) und L Hochdach (2 Liegen)) sowie diversen Radständen zwischen 3.020 mm und 6.260 mm an. Hinzu kamen noch verschiedene Aufbauformen wie Kipper, Pritschenwagen oder Sattelzugmaschine. Als Getriebe waren die Typen ZF S5-42 mit 5 Gängen, G6-60 und G85-6 mit jeweils 6 Gängen und ein 12-Gang-Getriebe G100-12 (6-Gang-Grundgetriebe mit Splittung, 1 Rückwärtsgang) verfügbar. Es gab die folgenden Typen mit unterschiedlichem zulässigen Gesamtgewicht:
- Atego 7xx (6,5 t),
- Atego 8xx (7,49 t, 8,0 t),
- Atego 9xx (9,5 t),
- Atego 10xx (10,5 t),
- Atego 12xx (11,99 t),
- Atego 13xx (13,5 t) und
- Atego 15xx (15 t).

Statt der beiden „x“ wird jeweils ein Zehntel der Motorenleistung in PS angegeben.

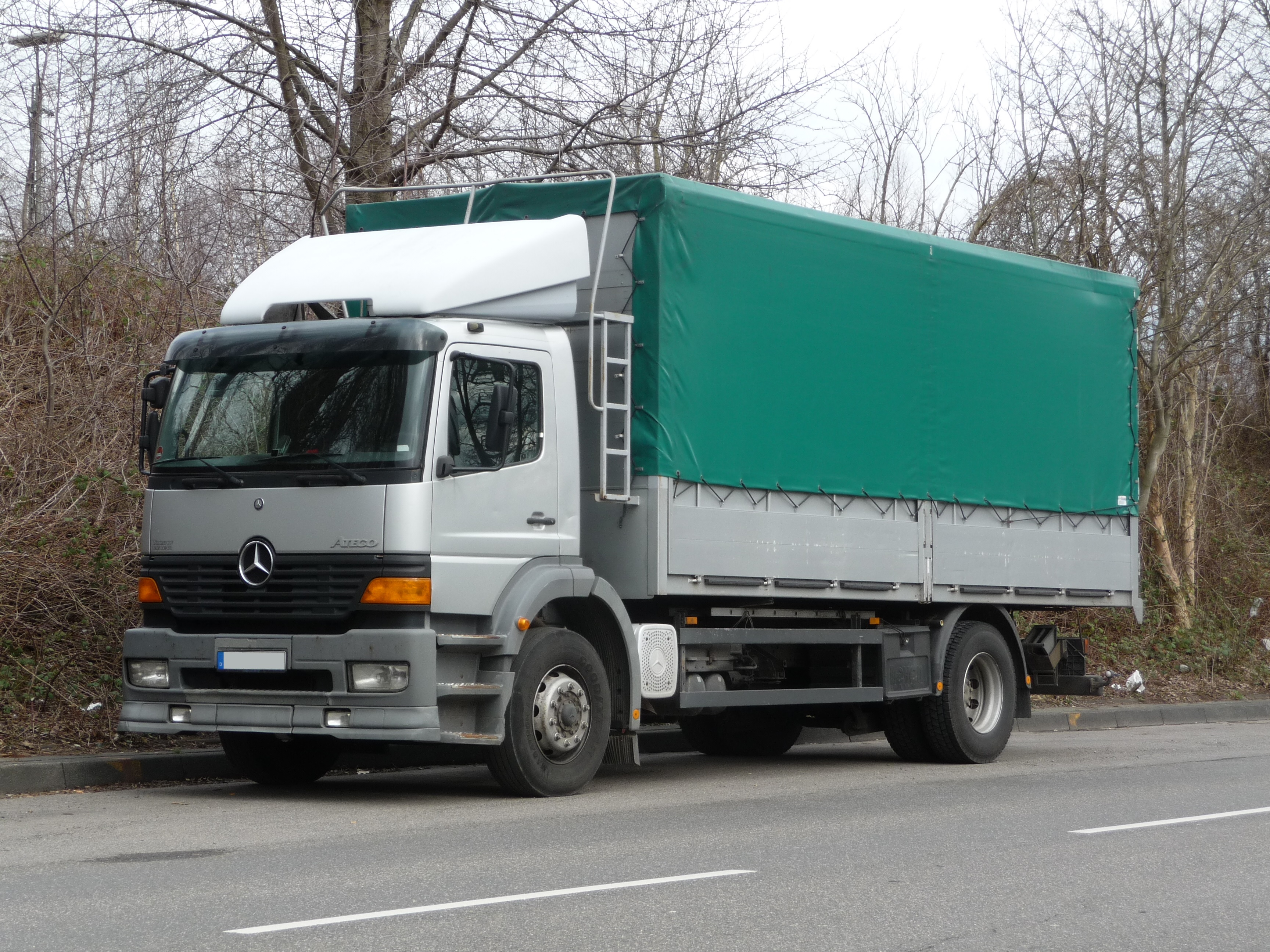
Erster Atego schwere Ausführung

### Der schwere Atego
Da es zwischen Actros und Atego im Jahre 1998 noch keine mittlere Baureihe (den späteren Axor) gab, war der Atego auch mit höherem Rahmen und den großen Maschinen als „schwere“ Sattelzugmaschine erhältlich. Speziell für diesen Typ wurde zum Modelljahr 2000 der Atego 1533 und 1833 eingeführt. Motor war der OM 926 LA, dessen Hubraum durch Vergrößerung von Bohrung (von 102 auf 106 mm) und Hub (von 130 auf 136 mm) auf 7,2 l angehoben wurde und der fortan 240 kW (326 PS) leisten sowie 1.300 Nm abgeben konnte.
Zum Modelljahr 2001 löste der Mercedes-Benz Axor die schwere Atego-Baureihe ab und wurde von da an als mittelschwere Baureihe im Programm geführt. Die Motoren des Atego zur Premiere 1998 und der Einführung des „schweren Atego“ waren im Einzelnen:
| Modell/Baumuster                              | Hubraum cm3                             | Bohrung × Hub mm                        | Motorkenncode Mercedes-Benz             | Leistung kW (PS) bei min−1 Abgasnorm    | Drehmoment Nm bei min−1                 | Bauzeit                                 | Kraftstoffeinspritzung Besonderheit     |
| Dieselmotor mit vier Zylindern in Reihe       | Dieselmotor mit vier Zylindern in Reihe | Dieselmotor mit vier Zylindern in Reihe | Dieselmotor mit vier Zylindern in Reihe | Dieselmotor mit vier Zylindern in Reihe | Dieselmotor mit vier Zylindern in Reihe | Dieselmotor mit vier Zylindern in Reihe | Dieselmotor mit vier Zylindern in Reihe |
| --------------------------------------------- | --------------------------------------- | --------------------------------------- | --------------------------------------- | --------------------------------------- | --------------------------------------- | --------------------------------------- | --------------------------------------- |
| Atego 712, 812                                | 4249                                    | ø102 × 130                              | OM 904 LA                               | 90 (122) 2200 Euro-3                    | 470 1200–1600                           | 2000–2004                               | Steckpumpe - Leitung - Düse (UPS/PLD)   |
| Atego 715, 815, 915, 1015, 1215               | 4249                                    | ø102 × 130                              | OM 904 LA                               | 112 (152) 2200 Euro-2                   | 580 1200–1600                           | 1998–2001                               | Steckpumpe - Leitung - Düse (UPS/PLD)   |
| Atego 715, 815, 915, 1015, 1215               | 4249                                    | ø102 × 130                              | OM 904 LA                               | 100 (136) 2200 Euro-3                   | 520 1200–1600                           | 2000–2004                               | Steckpumpe - Leitung - Düse (UPS/PLD)   |
| Atego 717, 817, 917, 1017, 1217, 1317, 1517   | 4249                                    | ø102 × 130                              | OM 904 LA                               | 125 (170) 2200 Euro-2                   | 660 1100–1500                           | 1998–2001                               | Steckpumpe - Leitung - Düse (UPS/PLD)   |
| Atego 818, 918, 1018, 1218, 1318, 1518        | 4249                                    | ø102 × 130                              | OM 904 LA                               | 130 (177) 2200 Euro-3                   | 675 1200–1600                           | 2000–2004                               | Steckpumpe - Leitung - Düse (UPS/PLD)   |
| Dieselmotor mit sechs Zylindern in Reihe      |                                         |                                         |                                         |                                         |                                         |                                         |                                         |
| Atego 823, 1023, 1223, 1323, 1523, 1823, 2523 | 6374                                    | ø102 × 130                              | OM 906 LA                               | 170 (231) 2200 Euro-2/Euro-3            | 810 1200–1600                           | 1998–2004                               | Steckpumpe - Leitung - Düse (UPS/PLD)   |
| Atego 925 AF, 1125 AF, 1225 F/AF, 1325 F/AF   | 6374                                    | ø102 × 130                              | OM 906 LA                               | 180 (245) 2200 Euro-2/Euro-3            | 1100 1200–1600                          | 1998–2004                               | Steckpumpe - Leitung - Düse (UPS/PLD)   |
| Atego 1228, 1328, 1528, 1828, 2528, 2628      | 6374                                    | ø102 × 130                              | OM 906 LA                               | 205 (279) 2200 Euro-2/Euro-3            | 1100 1200–1600                          | 1998–2004                               | Steckpumpe - Leitung - Düse (UPS/PLD)   |
| Atego 1833, 2533, 2633                        | 7201                                    | ø106 × 136                              | OM 926 LA                               | 240 (326) 2200 Euro-3                   | 1300 1200–1600                          | 2000–2004                               | Steckpumpe - Leitung - Düse (UPS/PLD)   |

## Das Facelift 2004

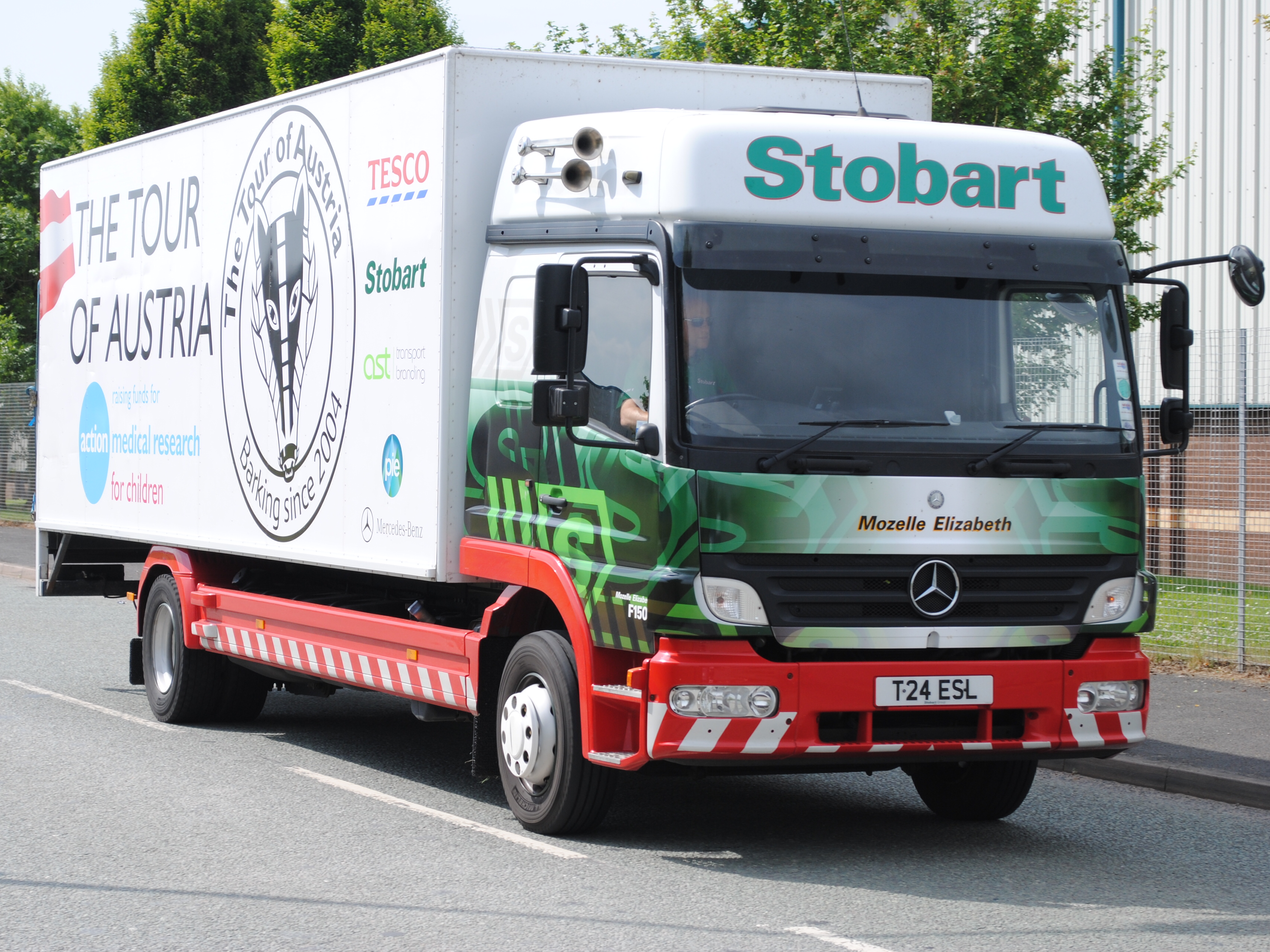
Atego nach dem 1. Facelift 2004

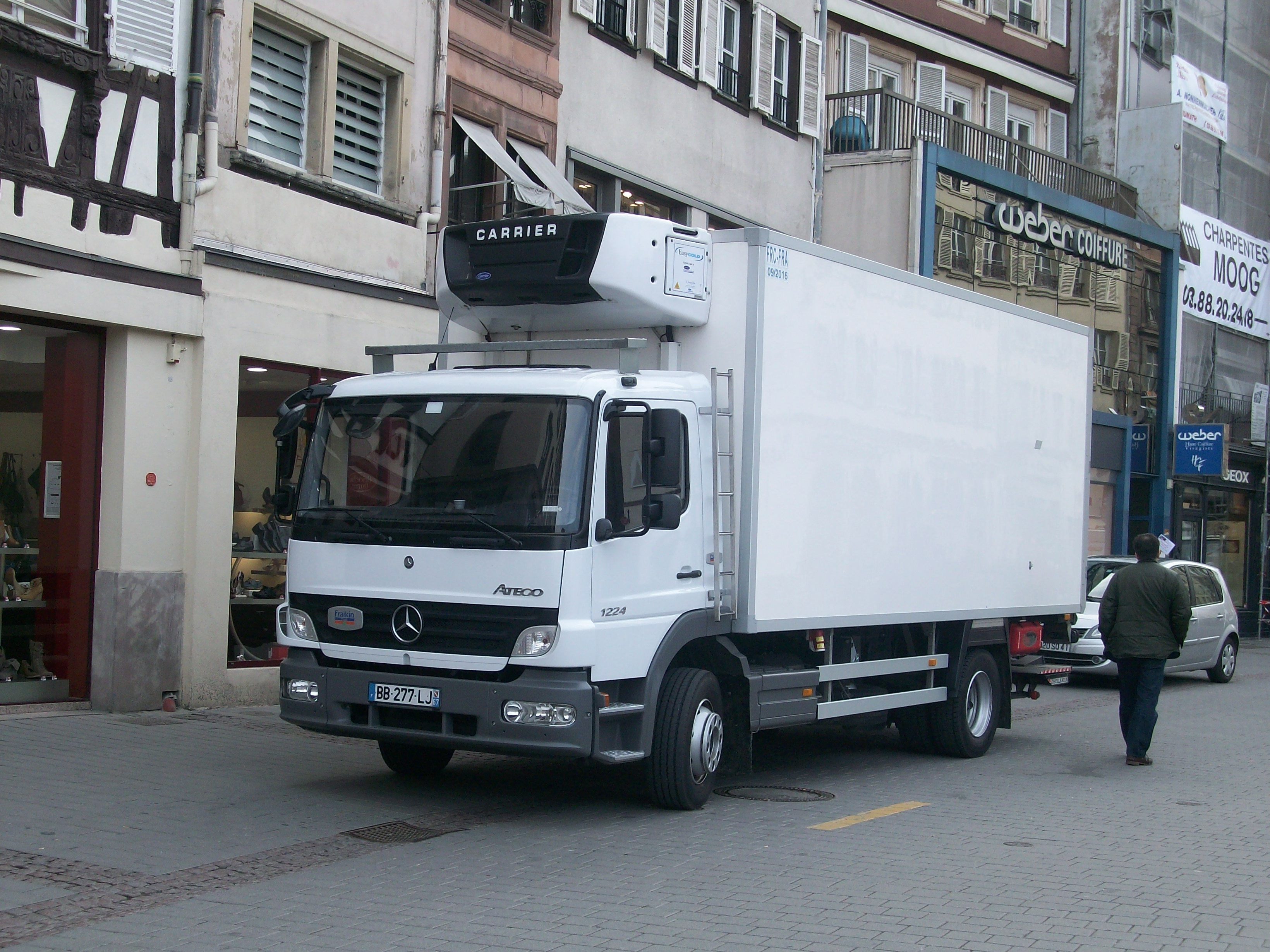
Atego 1224

Zur Nutzfahrzeug-IAA 2004 kam schließlich das Facelift, bei dem die Blinker vergrößert wurden und die Front mehr an den neuen Actros (seit März 2003) angeglichen wurde. Die Motoren blieben, doch sie konnten nun mit einem neuen hydraulisch betätigten Schaltgetriebe namens G131-9 (Viergang-Grundgetriebe mit Splittung und Kriechgang (Crawler), sowie ein Rückwärtsgang) oder dem ebenfalls neuen G85-6 mit Telligent-Schaltautomatik (eine aus dem Actros übernommene Technik), die unter anderem auch die Brems- und Fahrhilferegelung (ABS, ASR, BAS etc.) übernimmt sowie weitere Funktionen wie etwa zur Wankregulierung bietet, kombiniert werden. Noch Ende 2005 wurde das Motorenprogramm um einen neuen Reihenvierzylinder erweitert (Daten unten), der sich aufgrund seines deutlich geringeren Gewichtes gegenüber dem Reihensechszylinder OM 906 LA vor allem im Nutzlast-sensiblen 11,99-Tonnen-Segment rechnet. Der Atego x17 erstarkte zudem um 7 PS auf nun 177 PS (sowie um 5 Nm auf 675 Nm) und wurde zum Atego x18.
Außerdem wurde das komplette Cockpit überarbeitet, das es in drei verschiedenen Ausführungen gibt: als Verteiler-, Fernverkehrs- und Komfort-Variante, wobei alle Fahrzeuge serienmäßig mit dem Verteiler-Cockpit ausgerüstet sind, gegen Aufpreis aber mit den beiden anderen Typen ausgestattet werden können. Das Verteiler-Cockpit weist zudem eine schmale Brüstung auf, um den Durchstieg zum Beifahrersitz zu vereinfachen und kann auf Wunsch mit einem Mittensitz ausgerüstet werden. Die Fernverkehrs- und Komfort-Variante haben eine breite Brüstung mit zusätzlichen Ablagen, wertige Oberflächen (Komfort) oder viele Ablagen über dem Motor (Fernverkehr). Eine weitere wichtige Neuerung waren die verbreiterten Betten, die nun mit 64,5 cm (unten) und 70 cm (oben) ausreichend breit sind und einen stark belastbaren Lattenrost aufweisen.
| Modell/Baumuster                                                                                   | Hubraum cm³                  | Bohrung × Hub mm             | Motorkenncode Mercedes-Benz  | Leistungs kW (PS) bei min−1 Abgasnorm        | Drehmoment Nm bei min−1      | Bauzeit                      | Kraftstoffaufbereitung Besonderheit   |
| Reihe 4-Zylinder-Dieselmotor                                                                       | Reihe 4-Zylinder-Dieselmotor | Reihe 4-Zylinder-Dieselmotor | Reihe 4-Zylinder-Dieselmotor | Reihe 4-Zylinder-Dieselmotor                 | Reihe 4-Zylinder-Dieselmotor | Reihe 4-Zylinder-Dieselmotor | Reihe 4-Zylinder-Dieselmotor          |
| -------------------------------------------------------------------------------------------------- | ---------------------------- | ---------------------------- | ---------------------------- | -------------------------------------------- | ---------------------------- | ---------------------------- | ------------------------------------- |
| Atego 715, 815, 915, 1015, 1215                                                                    | 4249                         | ø102 × 130                   | OM 904 LA                    | 100 (136) 2200 Euro-3                        | 520 1200–1600                | 2004–2006                    | Steckpumpe - Leitung - Düse (UPS/PLD) |
| Atego 818, 918, 1018, 1218, 1318, 1518                                                             | 4249                         | ø102 × 130                   | OM 904 LA                    | 130 (177) 2200 Euro-3                        | 675 1200–1600                | 2004–2006                    | Steckpumpe - Leitung - Düse (UPS/PLD) |
| Atego BlueTec 818, 918, 1018, 1218, 1318, 1518                                                     | 4249                         | ø102 × 130                   | OM 904 LA                    | 130 (177) 2200 Euro-4/Euro-5                 | 675 1200–1600                | 2006–                        | Steckpumpe - Leitung - Düse (UPS/PLD) |
| Atego BlueTec 713, 813                                                                             | 4249                         | ø102 × 130                   | OM 904 LA                    | 95 (129) 2200 Euro-4/Euro-5                  | 500 1200–1600                | 2006–                        | Steckpumpe - Leitung - Düse (UPS/PLD) |
| Atego BlueTec 716, 816, 916, 1016, 1216                                                            | 4249                         | ø102 × 130                   | OM 904 LA                    | 115 (156) 2200 Euro-4/Euro-5                 | 610 1200–1600                | 2006–                        | Steckpumpe - Leitung - Düse (UPS/PLD) |
| Atego BlueTec 716, 816, 916, 1016, 1216                                                            | 4801                         | ø106 × 136                   | OM 924 LA                    | 116 (156) 2200 Euro-5/EEV                    | 610 1200–1600                | 2010–                        | Steckpumpe - Leitung - Düse (UPS/PLD) |
| Atego / Atego BlueTec (2006-) 822, 922, 1022, 1222, 1322, 1522 Atego BlueTec Hybrid (2010-) 1222 L | 4801                         | ø106 × 136                   | OM 924 LA                    | 160 kW (218 PS) 2200 Euro3 Euro-4/Euro-5 EEV | 810 1200–1600                | 2004–                        | Steckpumpe - Leitung - Düse (UPS/PLD) |
| Reihe 6-Zylinder-Dieselmotor                                                                       |                              |                              |                              |                                              |                              |                              |                                       |
| Atego 823, 1023, 1223, 1323, 1523                                                                  | 6374                         | ø102 × 130                   | OM 906 LA                    | 170 (231) 2200 Euro3                         | 810 1200–1600                | 2004–2006                    | Steckpumpe - Leitung - Düse (UPS/PLD) |
| Atego 1228, 1328, 1528                                                                             | 6374                         | ø102 × 130                   | OM 906 LA                    | 205 (279) 2200 Euro3                         | 1100 1200–1600               | 2004–2006                    | Steckpumpe - Leitung - Düse (UPS/PLD) |
| Atego BlueTec 824, 924, 1224, 1324, 1524                                                           | 6374                         | ø102 × 130                   | OM 906 LA                    | 175 (238) 2200 Euro-4/Euro-5                 | 850 1200–1600                | 2006–                        | Steckpumpe - Leitung - Düse (UPS/PLD) |
| Atego BlueTec 926, 1226, 1326, 1526                                                                | 6374                         | ø102 × 130                   | OM 906 LA                    | 188 (256) 2200 Euro-4/Euro-5                 | 970 1200–1600                | 2006–                        | Steckpumpe - Leitung - Düse (UPS/PLD) |
| Atego BlueTec 1229, 1329, 1529                                                                     | 6374                         | ø102 × 130                   | OM 906 LA                    | 210 (286) 2200 Euro-4/Euro-5                 | 1120 1200–1600               | 2006–                        | Steckpumpe - Leitung - Düse (UPS/PLD) |
| Atego BlueTec 824, 924, 1224, 1324, 1524                                                           | 7201                         | ø106 × 136                   | OM 926 LA                    | 175 (238) 2200 EEV                           | 850 1200–1600                | 2012–                        | Steckpumpe - Leitung - Düse (UPS/PLD) |
| Atego BlueTec 1226, 1326, 1526                                                                     | 7201                         | ø106 × 136                   | OM 926 LA                    | 188 (256) 2200 EEV                           | 970 1200–1600                | 2012–                        | Steckpumpe - Leitung - Düse (UPS/PLD) |
| Atego BlueTec 1229, 1329, 1529                                                                     | 7201                         | ø106 × 136                   | OM 926 LA                    | 210 (286) 2200 EEV                           | 1120 1200–1600               | 2012–                        | Steckpumpe - Leitung - Düse (UPS/PLD) |

Die Motoren verfügen in den Abgasstufen Euro IV und V über das BlueTec-SCR-System. Zusätzlich wird für alle Motorisierungen über 130 kW die noch strengere Abgasstufe EEV angeboten, die allerdings gesetzlich nicht vorgeschrieben ist. Eine Erfüllung der Euro VI Abgasnorm ist erst im Nachfolgeprodukt, mit dem OM 934/936 LA vorgesehen.

## Atego Hybrid
Der Atego BlueTec Hybrid, europaweit der erste serienmäßige Lkw mit Hybridantrieb, wurde seit seinem Marktstart im Jahre 2010 an mehr als 110 Kunden ausgeliefert.
Konzipiert hauptsächlich für den städtischen oder regionalen Verteilerverkehr, ist der Atego BlueTec Hybrid 1222L derzeit (Stand 08/2012) der einzige Hybrid-Lkw mit europäischer Typengenehmigung EU 29 auf diesem Sektor. Je nach Einsatzprofil kann dabei eine effektive CO2-Reduktion als auch betriebswirtschaftliche Vorteile durch Kraftstoffersparnis erzielt werden.
Parallel-Hybridtechnik
Der Atego BlueTec Hybrid ist nach dem Prinzip des Parallel-Hybrid aufgebaut: Der Vierzylinder-Dieselmotor OM 924 (Euro V EEV, 4,8 l Hubraum, 160 kW entspricht 218 PS Leistung bei 2200/min) ist kombiniert mit einem wassergekühlten Elektromotor (Spitzenleistung 44 kW entspricht 60 PS) und einem Lithium-Ionen-Batteriepaket am Fahrzeugrahmen. Der Drehstrom-Permanentmagnet-Motor ist zwischen der Kupplung und dem automatisierten Getriebe platziert. Diese Antriebskonfiguration ermöglicht, dass beide Motoren den Lkw einzeln oder auch kombiniert antreiben können. Bei ausreichender Aufladung des Batteriepacks durch Bremsen oder Schubbetrieb ist ein rein elektrisches Anfahren – zum Beispiel in innerstädtischen Fußgänger- oder Umweltzonen – möglich. Der Dieselmotor läuft dabei im Leerlauf mit und schaltet sich erst bei höherem Leistungsbedarf vollständig zu. Durch die Nutzung der serienmäßigen Start-Stopp-Funktion werden zudem der Kraftstoffverbrauch, die Emissionen und die Geräusche reduziert.

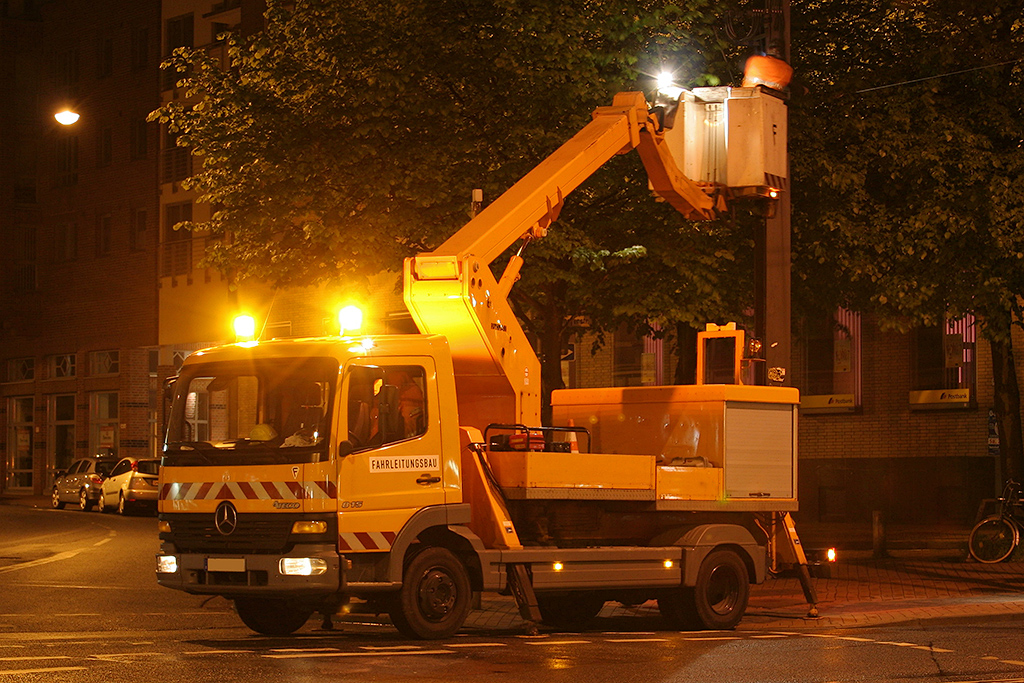
Atego 815 bei nächtlichem Einsatz (Vor-Facelift)
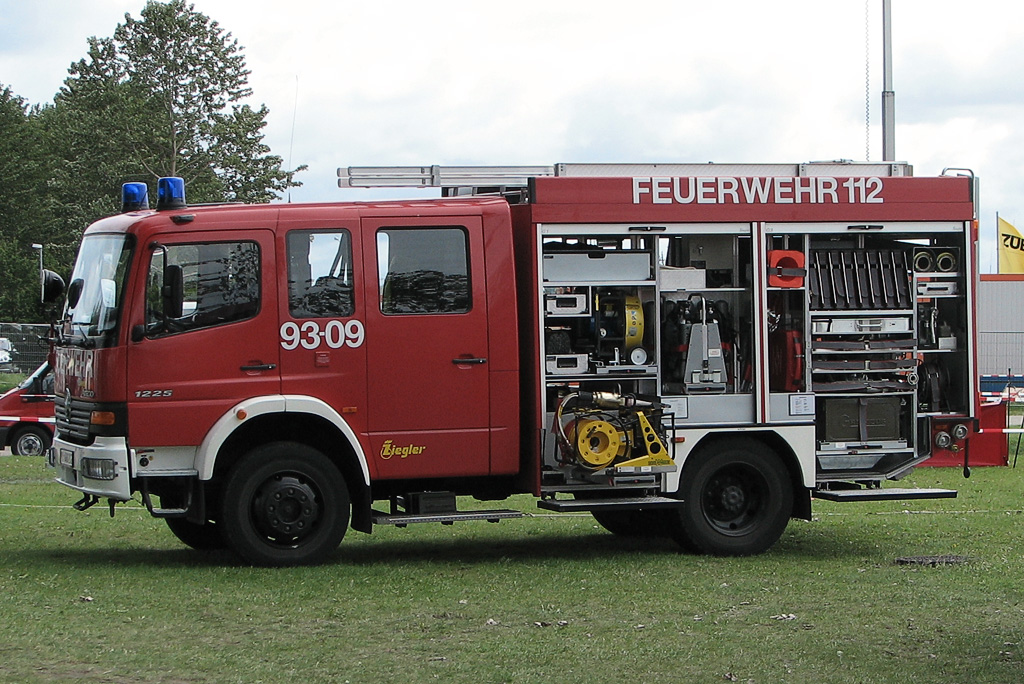
Atego 1225 als Feuerwehrfahrzeug (Vor-Facelift)
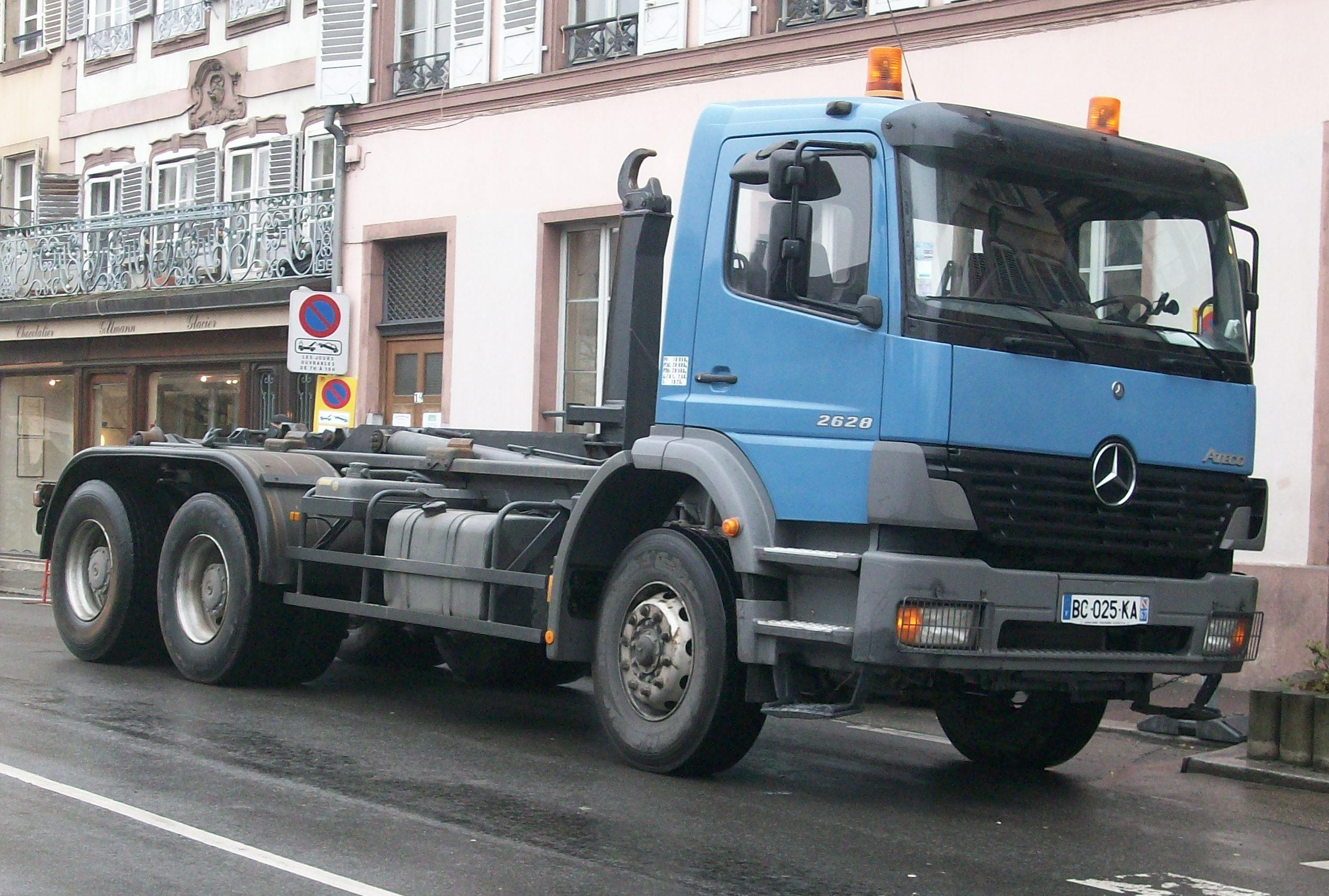
Atego 2628
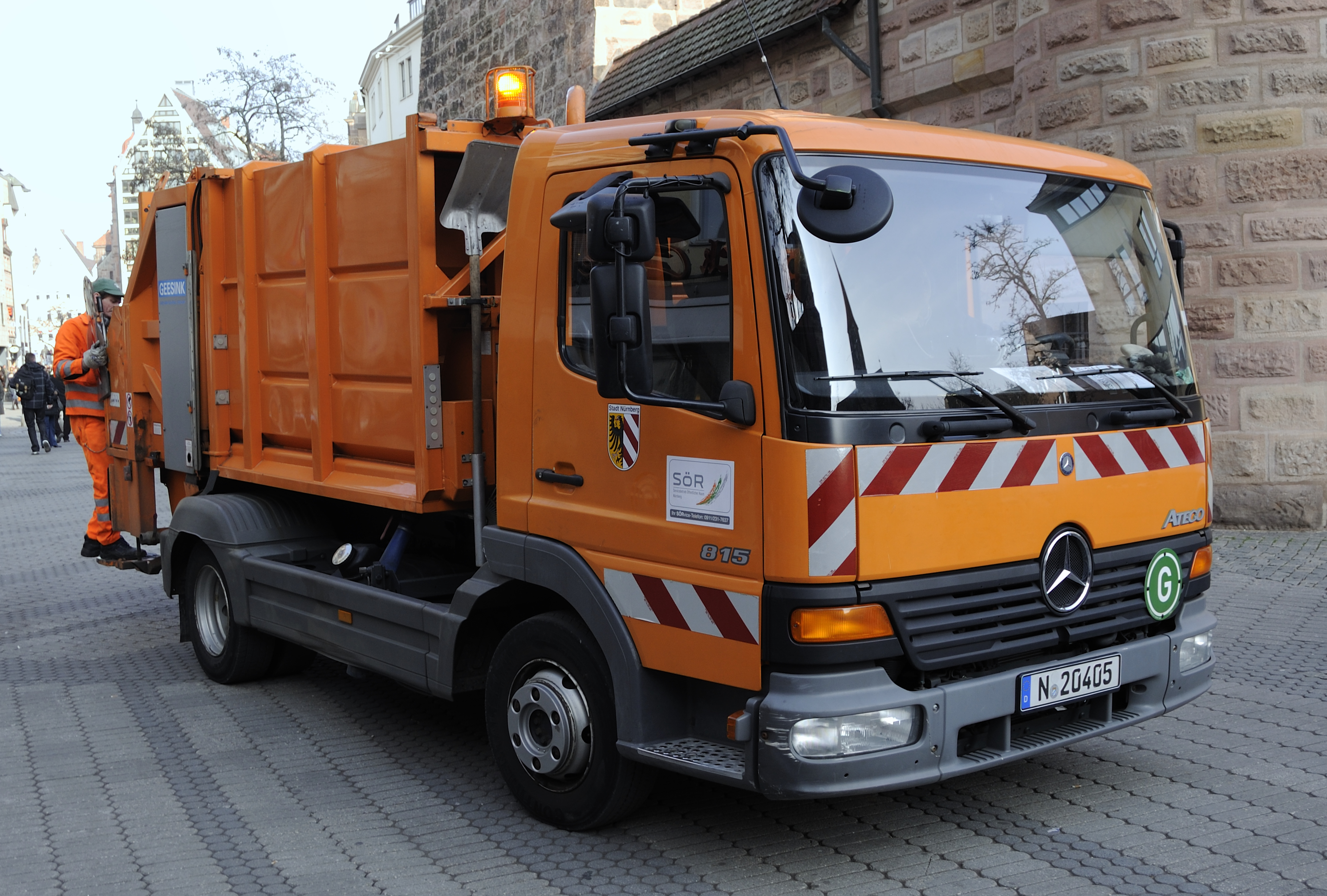
Atego 815
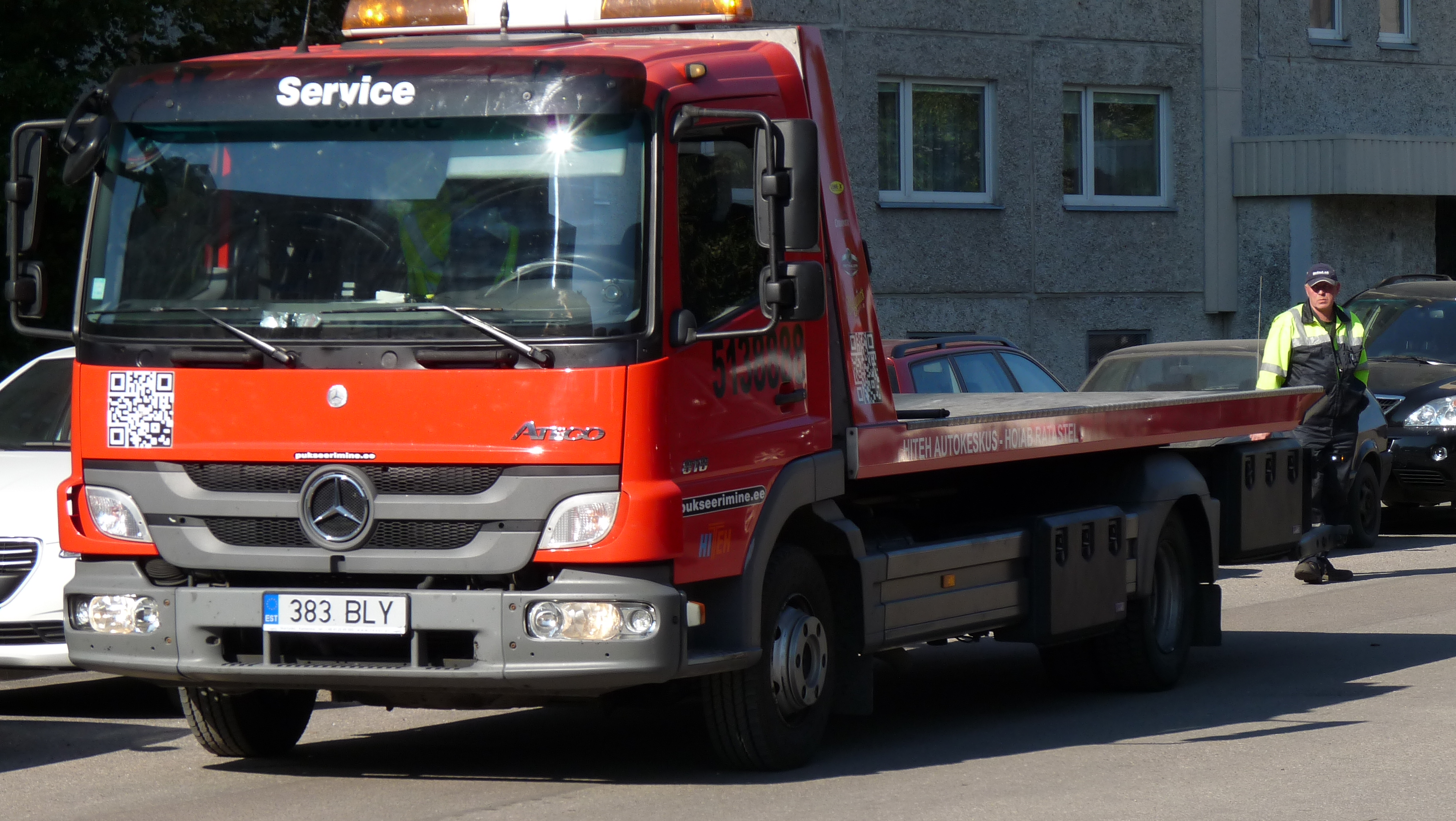
Atego Facelift II, 2010

## Zweite Generation 2013
Die zweite Generation, als Neuer Atego bezeichnet, kam im Sommer 2013 auf den Markt. Parallel dazu wird die bisherige Baureihe weiter angeboten.
Die neue Generation erhält als erste Atego-Baureihe Euro-6-konforme Motoren.
| Modell/Baumuster                            | Hubraum cm³                  | Bohrung × Hub mm             | Motorkenncode Mercedes-Benz  | Leistungs kW (PS) bei min−1  | Drehmoment Nm bei min−1      | Bauzeit                      | Kraftstoffaufbereitung Besonderheit |
| Reihe 4-Zylinder-Dieselmotor                | Reihe 4-Zylinder-Dieselmotor | Reihe 4-Zylinder-Dieselmotor | Reihe 4-Zylinder-Dieselmotor | Reihe 4-Zylinder-Dieselmotor | Reihe 4-Zylinder-Dieselmotor | Reihe 4-Zylinder-Dieselmotor | Reihe 4-Zylinder-Dieselmotor        |
| ------------------------------------------- | ---------------------------- | ---------------------------- | ---------------------------- | ---------------------------- | ---------------------------- | ---------------------------- | ----------------------------------- |
| Atego 716, 816, 916, 1016, 1216             | 5132                         | ø110 × 135                   | OM 934 LA                    | 115 (156) 2200               | 650 1200–1600                | 2013–                        | Common Rail                         |
| Atego 718, 818, 918, 1018, 1218, 1318, 1518 | 5132                         | ø110 × 135                   | OM 934 LA                    | 130 (177) 2200               | 750 1200–1600                | 2013–                        | Common Rail                         |
| Atego 721, 821, 921, 1021, 1221, 1321, 1521 | 5132                         | ø110 × 135                   | OM 934 LA                    | 155 (211) 2200               | 850 1200–1600                | 2013–                        | Common Rail                         |
| Atego 723, 823, 923, 1023, 1223, 1323, 1523 | 5132                         | ø110 × 135                   | OM 934 LA                    | 170 (231) 2200               | 900 1200–1600                | 2013–                        | Common Rail                         |
| Reihe 6-Zylinder-Dieselmotor                |                              |                              |                              |                              |                              |                              |                                     |
| Atego 824, 924, 1024, 1224, 1324, 1524      | 7698                         | ø110 × 135                   | OM 936 LA                    | 175 (238) 2200               | 1000 1200–1600               | 2013–                        | Common Rail                         |
| Atego 927, 1227, 1327, 1527                 | 7698                         | ø110 × 135                   | OM 936 LA                    | 200 (272) 2200               | 1100 1200–1600               | 2013–                        | Common Rail                         |
| Atego 1230, 1330, 1530                      | 7698                         | ø110 × 135                   | OM 936 LA                    | 220 (299) 2200               | 1200 1200–1600               | 2013–                        | Common Rail                         |

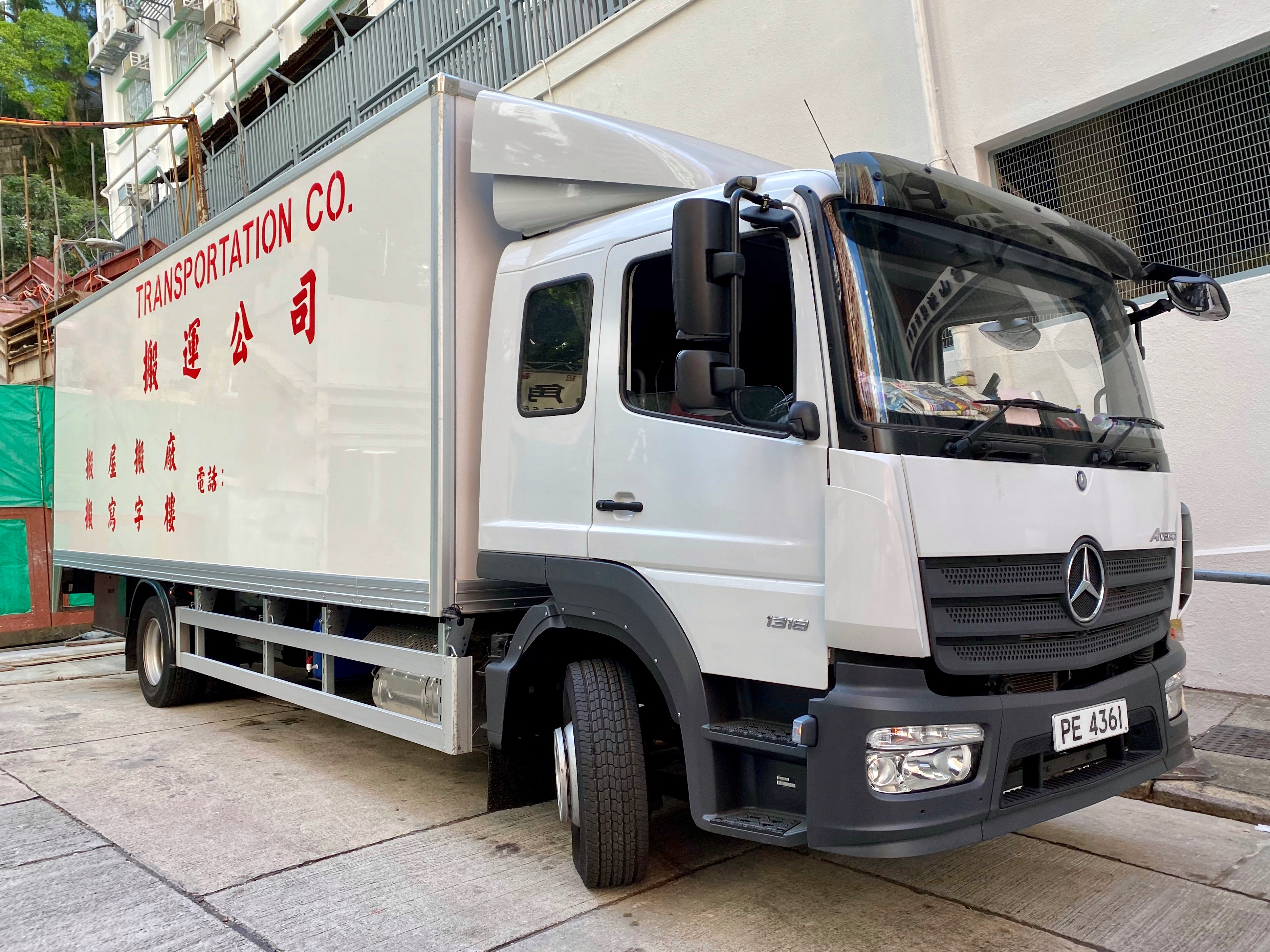
Atego 1318
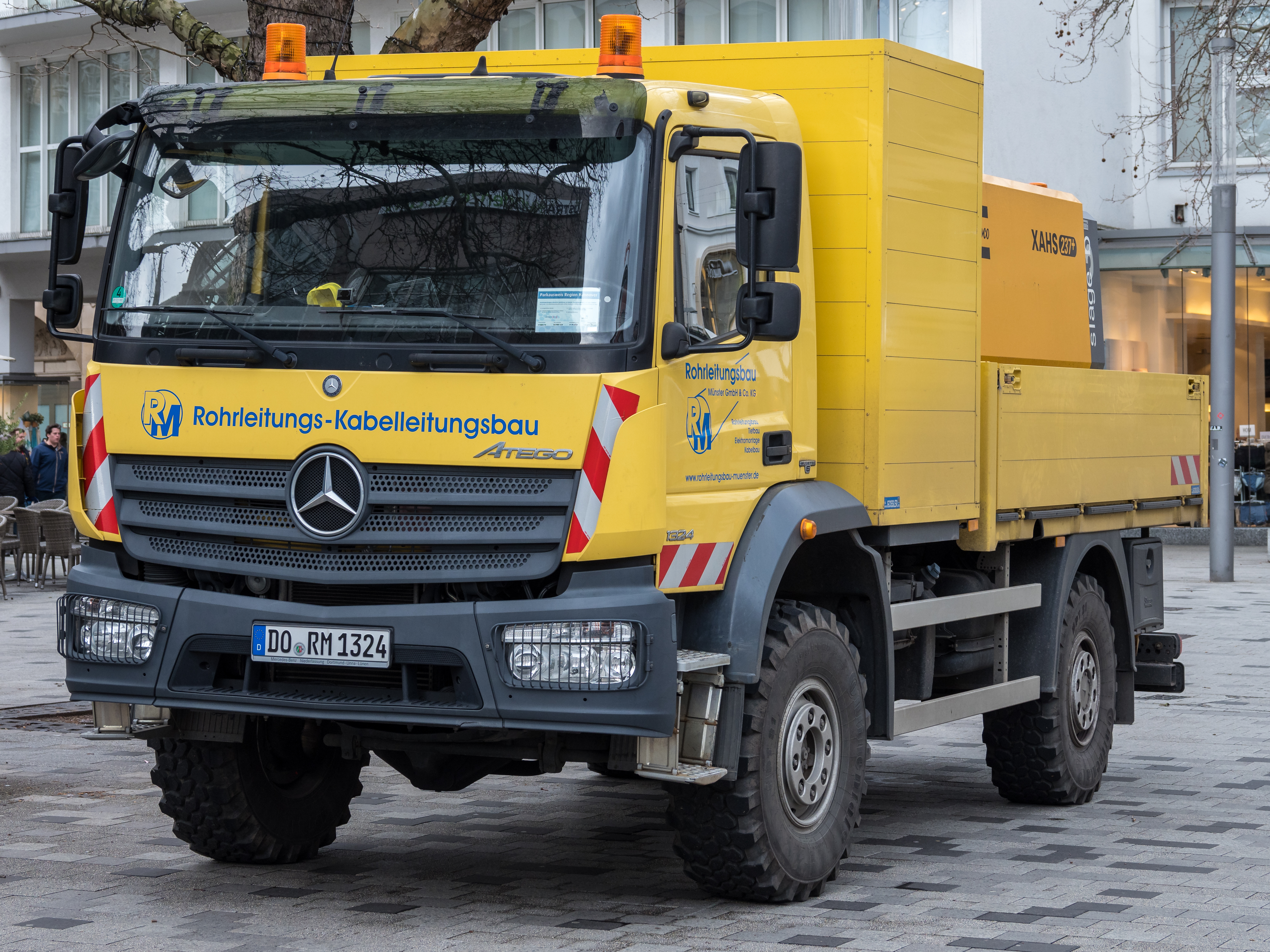
Atego 1324
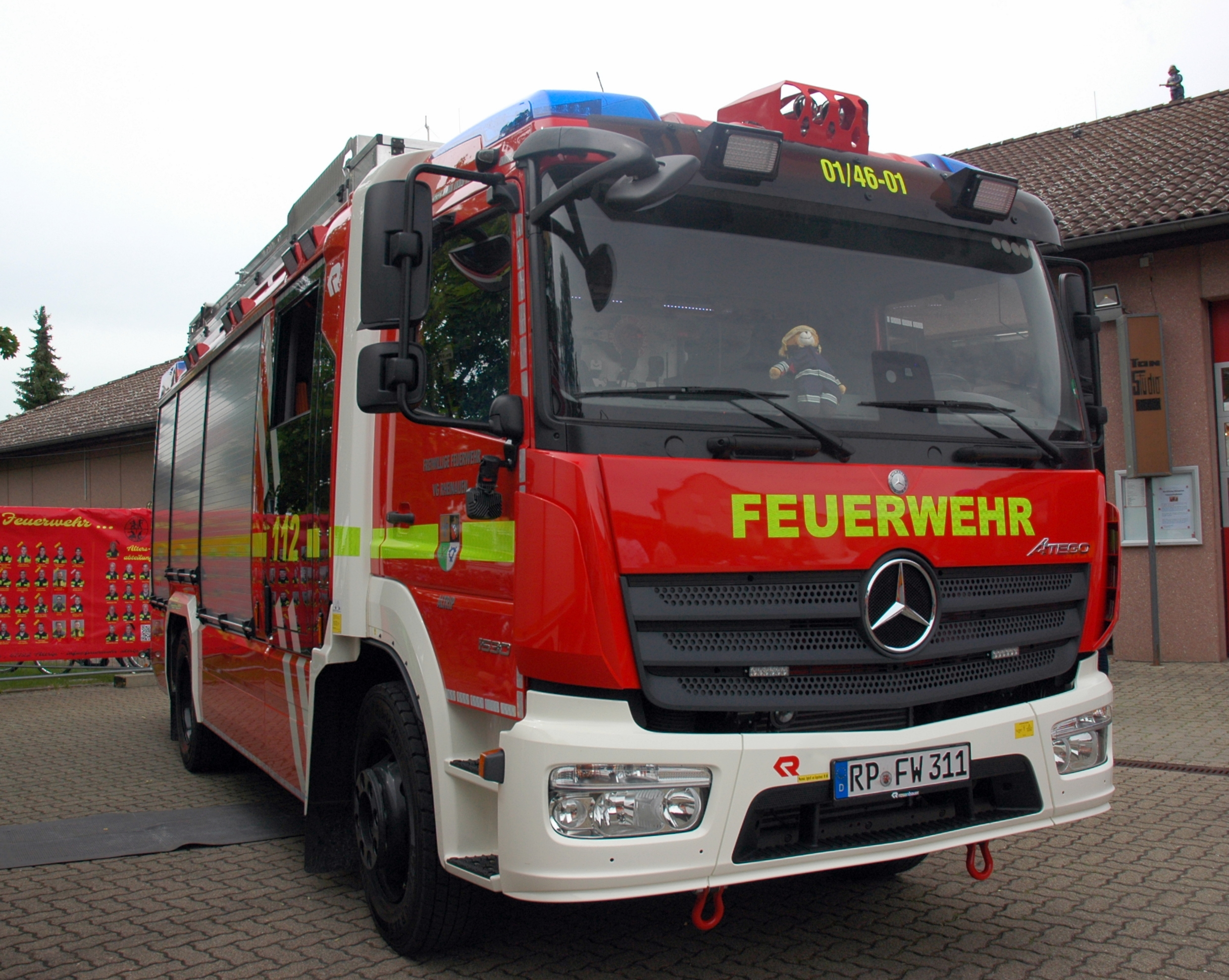
Atego 1530 F
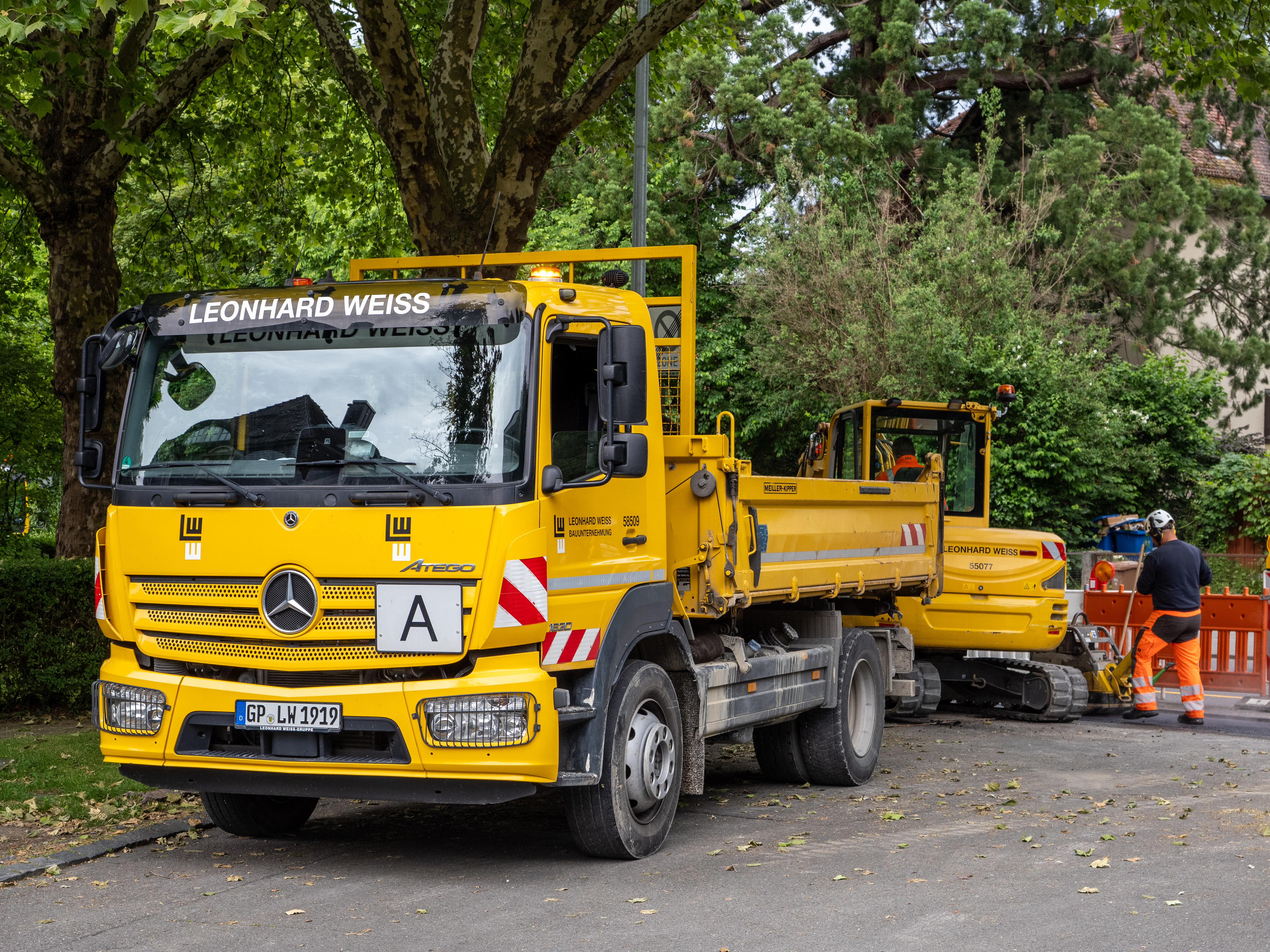
Atego 1630
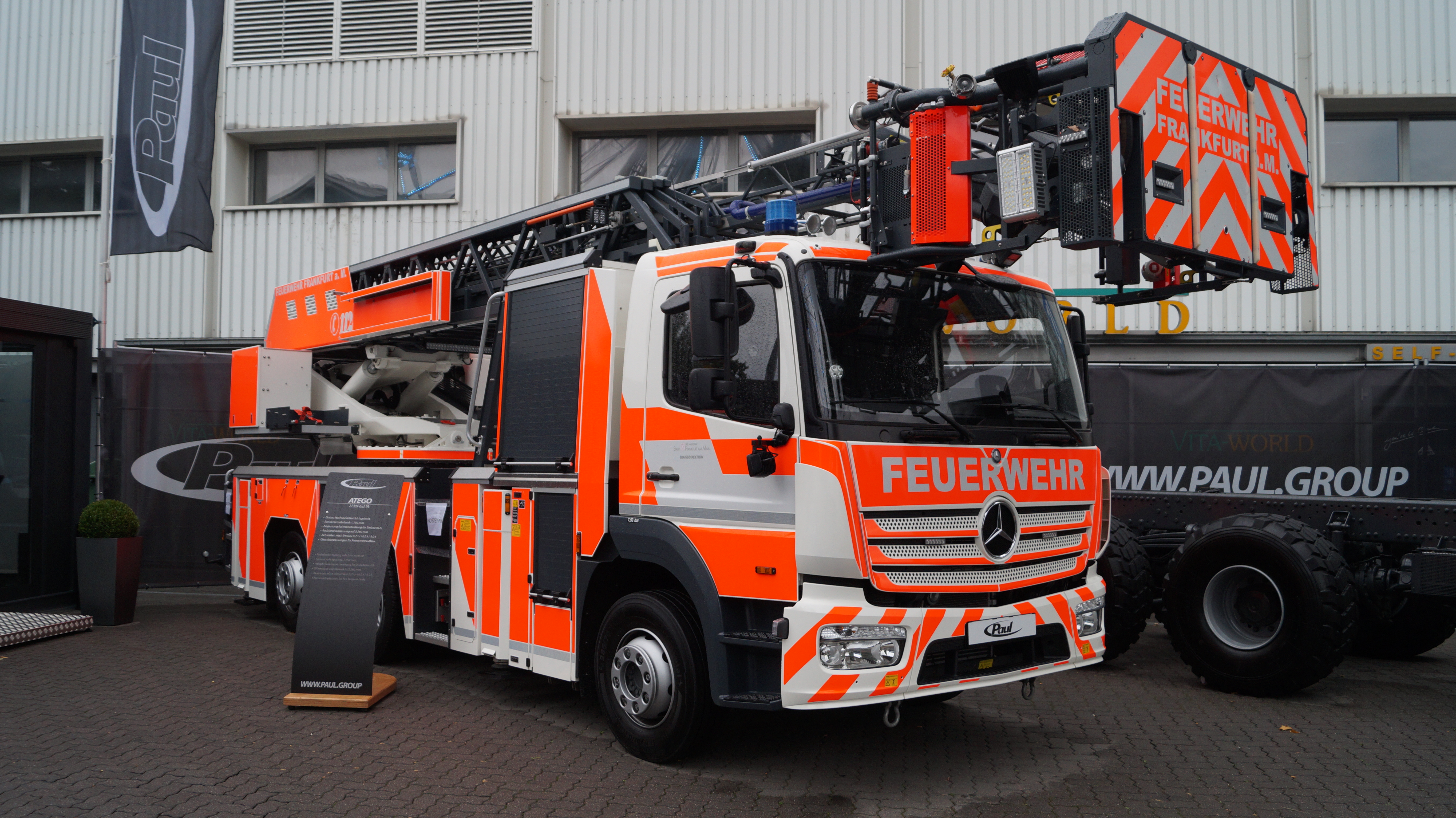
Atego 2130 F 6x2
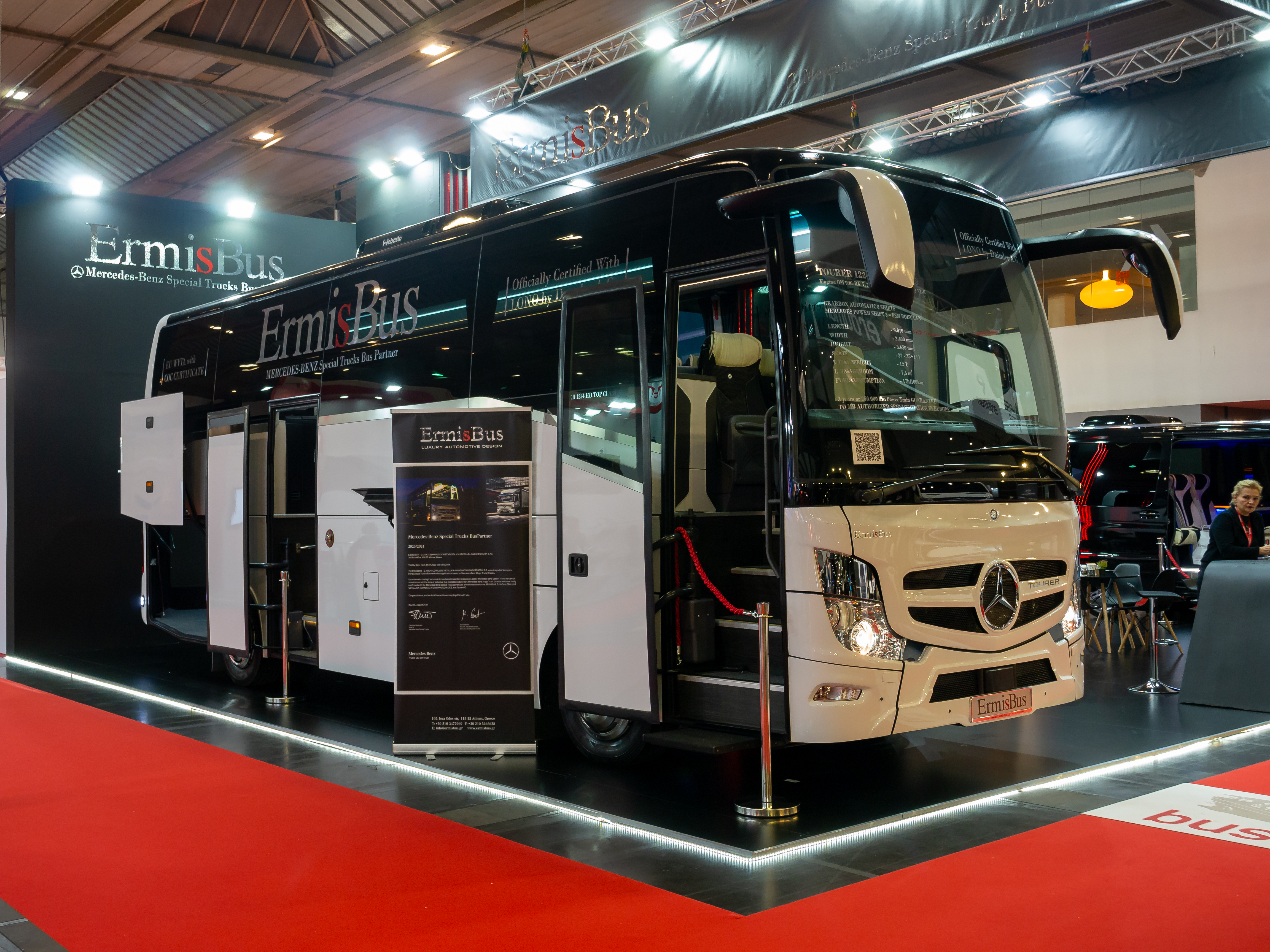
ErmisBus Tourer HD (Clubbus auf Atego-Basis)

## Quellverzeichnis
1. ↑  Pressemeldung vom 26. August 2012 (Memento vom 26. Januar 2016 im Internet Archive)